# Carl Dorno

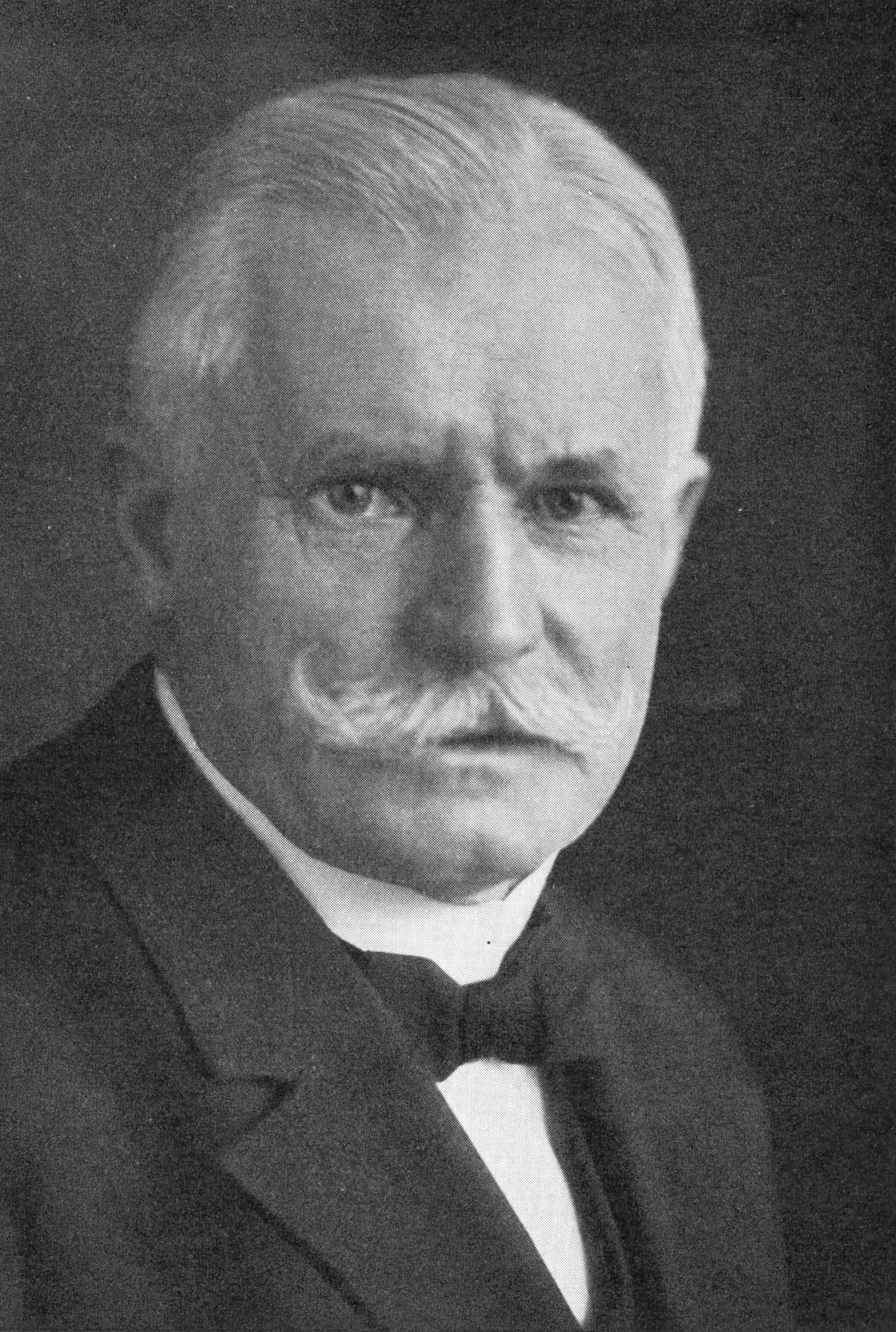
Carl Dorno, pioneiro do estudo da radiação ultravioleta.

Carl Wilhelm Max Dorno (3 de agosto de 1865 - 22 de abril de 1942) foi um empresário e meteorologista amador nascido na Prússia que se estabeleceu em Davos, na Suíça, para a recuperação da tuberculose de sua única filha. Interessado no efeito do clima na saúde, ele estabeleceu um observatório pioneiro, agora conhecido como Physikalisch-Meteorologisches Observatorium Davos (PMOD), para o estudo da radiação solar. Ele foi pioneiro no campo denominado como climatologia médica ou biológica. A radiação ultravioleta foi por algum tempo referida como "radiação Dorno".  O observatório continua a funcionar como o Centro Mundial de Radiação PMOD.

## Vida e trabalho

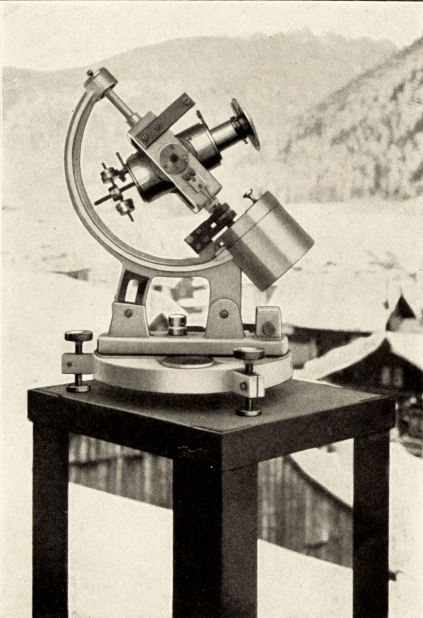
Pireliógrafo desenhado por Rudolf Thilenius e Dorno, 1922.

Dorno nasceu em Königsberg (agora Kaliningrado), filho de um empresário homônimo e Emma Lehnhard. Ele se formou em negócios, assumiu os negócios de seu pai em 1891 e se casou com Erna Hundt no ano seguinte. No entanto, ele estava mais interessado nas ciências naturais e começou a estudar novamente na Universidade de Königsberg, obtendo um doutorado em 1904 para estudos sobre os ácidos bromometacrílico e isobromometacrílico. 
Sua única filha então contraiu tuberculose e foi aconselhada a viver em um sanatório alpino. Consequentemente, Dorno se mudou para Davos e lá começou a examinar por que o clima montanhoso poderia ser benéfico para a saúde. Ele montou um observatório meteorológico pessoal, que veio a se chamar o Physikalisch-Meteorologisches Observatorium Davos, gastando 5.000 francos suíços nele nos primeiros cinco anos. Ele começou a medir a radiação ultravioleta, o que o levou a buscar a cooperação de Carl Zeiss, Jena, para desenvolver instrumentos de medição. Ele desenvolveu outros instrumentos, incluindo o fotômetro de cunha cinza ou pirheliógrafo de Davos em colaboração com Rudolf Thilenius.  Em 1908 ele foi capaz de comparar os dados de Davos com os de Kiel. Em 1911 publicou um estudo sobre a radiação nas altas montanhas.
Após a morte de sua filha em 1912, ele decidiu continuar a pesquisa que havia começado. O governo suíço assumiu seu observatório e o financiou, permitindo que ele continuasse sua pesquisa. Dorno publicou extensivamente em vários periódicos e pôde contratar cientistas para pesquisas em seu observatório.    Dorno recebeu a Medalha Leibniz em 1919 e um doutorado honorário da Universidade de Basel em 1922. Em 1924, ele examinou o efeito do clima no canto dos pássaros.  Em 1925, o Congresso Internacional do Clima foi realizado em Davos sob sua liderança, com ênfase especial no clima e na saúde humana. 
Em 1926, aposentou-se do cargo de diretor do observatório e a má visão o fez desistir na década de 1930. O observatório foi então fundido ao Institut für Tuberkuloseforschung e mais tarde tornou-se o Schweizerisches Forschungsinstitut für Hochgebirgsklima und Tuberkulose.  